# Соль Е Ын
Соль Е Ын (кор. 설예은; род. 26 августа 1996, Сеул) — южнокорейская кёрлингистка.
В составе женской сборной Республики Корея призёр чемпионата мира, чемпион Панконтинентального чемпионата и зимних Азиатских игр, призёр Тихоокеанско-Азиатского чемпионата. Чемпион и призёр женского чемпионата Республики Корея.
В «классическом» кёрлинге (команда из четырёх человек одного пола) в основном играет на позиции первого.

## Достижения
- Чемпионат мира по кёрлингу среди женщин: бронза (2024).
- Панконтинентальный чемпионат по кёрлингу: золото (2023), серебро (2024).
- Тихоокеанско-азиатский чемпионат по кёрлингу: бронза (2019).
- Зимние Азиатские игры: золото (2025).
- Чемпионат Республики Корея по кёрлингу среди женщин: золото (2019, 2023, 2024, 2025), серебро (2020, 2021, 2022), бронза (2017, 2018).

## Команды
| Сезон   | Четвёртый    | Третий      | Второй     | Первый     | Запасной                                                               | Турниры                                             |
| ------- | ------------ | ----------- | ---------- | ---------- | ---------------------------------------------------------------------- | --------------------------------------------------- |
| 2014—15 | Jeong Yu-jin | Соль Е Джи  | Соль Е Ын  | Ким Чхо Хи | Kim Ji-hyeon                                                           |                                                     |
| 2016—17 | Ким Ынджи    | Ом Минджи   | Ли Сыльби  | Ём Юн Джон | Соль Е Ын                                                              |                                                     |
| 2017—18 | Ким Ынджи    | Ом Минджи   | Соль Е Ын  | Ём Юн Джон | Ли Сыльби                                                              |                                                     |
| 2017—18 | Ким Ынджи    | Ом Минджи   | Ли Сыльби  | Ём Юн Джон | Соль Е Ын                                                              | ЧРКЖ 2017                                           |
| 2018—19 | Ким Ынджи    | Ом Минджи   | Соль Е Ын  | Соль Е Джи |                                                                        | ЧРКЖ 2018                                           |
| 2018—19 | Ким Ынджи    | Ом Минджи   | Соль Е Ын  | Ким Су Джи | Соль Е Джи                                                             |                                                     |
| 2019—20 | Ким Ынджи    | Ом Минджи   | Ким Су Джи | Соль Е Ын  | Соль Е Джи тренер: Shin Dong-Ho                                        | ЧРКЖ 2019 · ТАЧ 2019                                |
| 2020—21 | Ким Ынджи    | Соль Е Джи  | Ким Су Джи | Соль Е Ын  | Park Yu-bin                                                            | ЧРКЖ 2020                                           |
| 2021—22 | Ким Ынджи    | Соль Е Джи  | Ким Су Джи | Соль Е Ын  | Park Yu-bin                                                            | ЧРКЖ 2021                                           |
| 2022—23 | Ким Ынджи    | Ким Мин Джи | Ким Су Джи | Соль Е Ын  | Соль Е Джи                                                             | ЧРКЖ 2022                                           |
| 2023—24 | Ким Ынджи    | Ким Мин Джи | Ким Су Джи | Соль Е Ын  | Соль Е Джи тренеры (ПКЧ, ЧМ): Shin Dongho, Guy Hemmings                | ЧРКЖ 2023 · ПКЧ 2023 · ЧМ 2024                      |
| 2024—25 | Ким Ынджи    | Ким Мин Джи | Ким Су Джи | Соль Е Ын  | Соль Е Джи тренеры: Shin Dongho (ПКЧ, ЗАИ, ЧМ), Guy Hemmings (ПКЧ, ЧМ) | ЧРКЖ 2024 · ПКЧ 2024 · ЗАИ 2025 · ЧМ 2025 (4 место) |
| 2025—26 | Ким Ынджи    | Ким Мин Джи | Ким Су Джи | Соль Е Ын  | Соль Е Джи                                                             | ЧРКЖ 2025                                           |

(скипы выделены полужирным шрифтом)

## Частная жизнь
Её сестра-близнец Соль Е Джи играет с нею в одной команде.
Начала заниматься кёрлингом в 2006 году, в возрасте 12 лет